# Гавриленко, Григорий Иванович
Григорий Иванович Гавриленко (укр. Григо́рій Іва́нович Гавриле́нко; 7 июля 1927, с. Холопково (ныне Перемога , Глуховского района, Сумской области, Украина) — 23 февраля 1984, Киев) — украинский советский художник, график, иллюстратор. Представитель украинского авангардного искусства, шестидесятник.

## Биография
После окончания в 1949 году Киевской художественной школы, поступил на учёбу на графический факультет Киевского государственного художественного института (ныне Украинская Национальная академия изобразительного искусства и архитектуры), ученик Иллариона Плещинского.
В 1955 окончил институт, с того же года — участник республиканских и всесоюзных художественных и книжных выставок.
В 1961—1962 работал преподавателем Киевского художественного института, однако за политические выступления вскоре был уволен.

## Творчество
Работал в области станковой графики и книжной иллюстрации. Автор графических пейзажей и портретов.
Особое место в творчестве Г. Гавриленко занимает рисунок, представленный, практически, во всех его техниках и видах: от быстрой зарисовки и композиционного эскиза до лаконичного рисунка-формулы.
Г. Гавриленко оформил и проиллюстрировал 32 книги.
В 1960—1970 гг. работал над созданием цикла произведений под названием «Поиски пушкинских женских образов». В 1962—1966 над иллюстрациями к поэме «Витязь в тигровой шкуре» (к 800-летию со дня рождения грузинского поэта Шота Руставели).
С 1964 года начал работать над созданием иллюстраций к произведению Данте «Vita Nova». В 1979 году создал ряд иллюстраций к книге Н. Бажана «Наследие».
Автор линогравюр «Плавай, плавай, лебедонько …» (1961) на слова Т. Шевченко из поэмы «Тополь» и иллюстраций к его «Кобзарю» («Садок вишневий коло хати», «Катерина»; обе — 1963).
Особо удачны его «Две женщины в природе» (1965/1966), «Образ девушки» (1967), «Пляж» (1967—69), «Триптих» (1982), которые сам художник считал программными.
В последние годы жизни художник много и плодотворно работал в технике цветной линогравюры (эстампы на темы народных сказок, иллюстративные циклы, оригинальные станковые композиции).
Персональные выставки художника состоялись в 1974 (единственная прижизненная), 1985, 1990, 1992, 1994 и 1996 годах.
Умер в Киеве.